# Alba Catena
La Alba Catena è una formazione geologica della superficie di Marte.